# Stuart Gordon
Stuart Alan Gordon (ur. 11 sierpnia 1947 w Chicago, zm. 24 marca 2020 w Los Angeles) – amerykański reżyser filmowy i teatralny, scenarzysta oraz producent filmowy. 
Twórca filmów klasy B; głównie z gatunku horroru i science fiction. Przez fanów uznawane za kultowe. Kilkakrotnie przenosił na ekran opowiadania swego ulubionego pisarza H.P. Lovecrafta (m.in. Reanimator, Zza światów, Dagon). Zanim w latach 80. związał się z branżą filmową od 1969 tworzył w Chicago wraz z żoną teatr eksperymentalny Organic Theater Company; gdzie wyreżyserował blisko 40 sztuk.
Zmarł w Van Nuys w Los Angeles 24 marca 2020 w następstwie niewydolności wielonarządowej.

## Filmografia

### Reżyser
- Reanimator (1985)
- Zza światów (1986)
- Lalki (1987)
- Robot Jox 1: Bezlitośni mordercy (1990)
- Córka mroku (1990)
- Studnia i wahadło (1991)
- Forteca (1992)
- Potwór na zamku (1995)
- Kowboje przestrzeni (1996)
- Kochanie, zmniejszyłem dzieciaki (1997-2000; serial TV); reż. odc. pt. "Honey, Let's Trick or Treat" z 1998
- Dagon (2001)
- Król mrówek (2003)
- Edmond (2005)
- Mistrzowie horroru (2005-07; serial TV); reż. odc. 2. pt. Sny w domu czarownicy oraz odc. 24. pt. Czarny kot
- Utkwiony (2008)

### Scenarzysta
- Reanimator (1985)
- Zza światów (1986)
- Kochanie, zmniejszyłem dzieciaki (1989; reż. Joe Johnston)
- Robot Jox 1: Bezlitośni mordercy (1990)
- Porywacze ciał (1993; reż. Abel Ferrara)
- Potwór na zamku (1995)
- Kowboje przestrzeni (1996)
- Dentysta (1996; reż. Brian Yuzna)
- Utkwiony (2008)